# The Kids Are Alright (serie de televisión)
The Kids Are Alright es una serie de televisión estadounidense que se estrenó el 16 de octubre de 2018 en ABC. La serie es una comedia de una sola cámara sobre una familia católica irlandesa en los suburbios de Los Ángeles de 1972, navegando por las pruebas y tribulaciones de la época.

## Reparto y personajes

### Principales
- Michael Cudlitz como Mike Cleary[2]
- Mary McCormack como Peggy Cleary[3]
- Sam Straley como Lawrence Cleary[4]
- Caleb Martin Foote como Eddie Cleary[5]
- Sawyer Barth como Frank Cleary[6]
- Christopher Paul Richards como Joey Cleary[5]
- Jack Gore como Timmy Cleary[5]
- Andy Walken como William Cleary
- Santino Barnard como Pat Cleary

### Recurrente
- Paul Dooley como Fr. Cecil Dunne
- Kennedy Lea Slocum como Wendi Falkenberry.
- Thomas Barbusca como Davey.

### Invitados
- Nat Faxon como Tom.
- Ken Jeong como Grover Young.[7]

## Episodios
| N.º | Título              | Dirigido por    | Escrito por                    | Fecha de emisión original | Código de prod. | Audiencia (millones) |
| --- | ------------------- | --------------- | ------------------------------ | ------------------------- | --------------- | -------------------- |
| 1 | «Pilot»             | Randall Einhorn | Tim Doyle                      | 16 de octubre de 2018     | 101             | 6.52                 |
| Lawrence, el hijo mayor pródigo de Cleary, regresa a casa del seminario y le da la noticia a su familia de que está abandonando para siempre, dejando a Mike y a Peggy molestos y preguntándose por qué. Mientras tanto, Timmy decide que quiere hacer una audición para una producción de teatro para niños, pero cuando Peggy descubre dónde se celebra, le prohíbe participar. En otro lugar, Eddie trata de mantener a su novia en secreto después de que Frank lo descubre y trata de chantajearlo. |                     |                 |                                |                           |                 |                      |
| 2 | «Timmy's Poem»      | Randall Einhorn | Lisa K. Nelson                 | 23 de octubre de 2018     | 102             | 5.08                 |
| Para consternación de Peggy, Timmy decide participar en un concurso de poesía para ganar el dinero que necesita para reparar su maniquí ventrílocuo. Aturdido, decide plagiar un poema y pronto se da cuenta de que no es el único que lo ha hecho pasar por suyo. Mientras tanto, Mike y Lawrence continúan chocando cabezas cuando Lawrence se queja de que no hay verduras frescas en la dieta de la familia. |                     |                 |                                |                           |                 |                      |
| 3 | «Microwave»         | Randall Einhorn | Rob Ulin                       | 30 de octubre de 2018     | 104             | 5.39                 |
| Después de que Mike introduce orgullosamente un nuevo microondas en la casa de Cleary, Peggy lo rechaza inmediatamente porque siente que está interfiriendo en su dominio. Harta de los experimentos y empujones de Mike, Peggy sabotea secretamente su felicidad. Mientras tanto, deseosos de ver "todo" expuesto por primera vez, Joey y Timmy hacen todo lo posible para ver el mal funcionamiento del vestuario de Barbara Eden en un especial de Bob Hope TV. En otro lugar, Lawrence intenta aplicar las lecciones de una clase de psicología en la escuela para psicoanalizar a Mike y a Peggy, sólo para darse cuenta de que necesita mirarse a sí mismo profundamente. |                     |                 |                                |                           |                 |                      |
| 4 | «Peggy's Day Out»   | Kat Coiro       | Tom Hertz                      | 13 de noviembre de 2018   | 105             | 4.60                 |
| Para ocultar un desastre que Eddie hizo, su novia, Wendi, trata de distraer a Peggy insistiendo en que se tome un día libre con una salida divertida mientras ellos se encargan de las tareas domésticas. Para sorpresa de todos, Peggy acepta la oferta y solicita que Wendi la acompañe, con el motivo oculto de enseñarle una lección. Mientras tanto, Eddie solicita la ayuda de sus hermanos para limpiar y mantener a Mike fuera de la casa mientras Wendi y Peggy están fuera. En otro lugar, Pat le presenta a Timmy a su perro secreto. |                     |                 |                                |                           |                 |                      |
| 5 | «Boxing»            | Randall Einhorn | Jim Brandon & Brian Singleton  | 20 de noviembre de 2018   | 103             | 4.22                 |
| Frank anuncia que ha decidido competir en el torneo de boxeo de la iglesia, haciendo obvio que está jugando por el afecto de Mike. Cuando Frank no puede cortarlo, Timmy entra y se dedica al boxeo para crear un vínculo con su padre y obtener su aprobación. En última instancia, tiene que elegir entre los sueños de su padre para él y sus propios sueños de gloria en el mundo del espectáculo. En otro lugar, sintiéndose oxidado después de haber estado tanto tiempo en el seminario, Lawrence le pide a Eddie que lo ayude a prepararse para una cita llevándolo a una "cita de práctica".                                                                           |                     |                 |                                |                           |                 |                      |
| 6 | «Behind the Counte» | Matt Sohn       | Tom Hertz                      | 27 de noviembre de 2018   | 106             | 4.58                 |
| 7 | «Little Cyst»       | Randall Einhorn | Joey Gutierrez                 | 4 de diciembre de 2018    | 108             | 4.25                 |
| 8 | «Christmas 1972»    | Randall Einhorn | Vijal Patel                    | 11 de diciembre de 2018   | 107             | 4.23                 |
| 9 | «The Love List»     | Jay Karas       | Joey Gutierrez                 | 8 de enero de 2019        | 111             | 4.56                 |
| 10 | «Show Boat»         | Randall Einhorn | Lisa K. Nelson                 | 15 de enero de 2019       | 109             | 4.21                 |
| 11 | «Mailbox»           | Kirk Thatcher   | Paul O' Toole & Andy St. Clair | 22 de enero de 2019       | 110             | 4.40                 |
| 12 | «Vietnam»           | Rebecca Asher   | Jeanne Darst                   | 5 de febrero de 2019      | 113             | 3.67                 |
| 13 | «Valentine's Day»   | Randall Einhorn | Ellen Svaco Doyle              | 12 de febrero de 2019     | 115             | 3.20                 |
| 14 | «Happy Cecil»       | Bill Purple     | Rob Ulin                       | 19 de febrero de 2019     | 114             | 3.43                 |
| 15 | «Nine Birthdays»    | Randall Einhorn | Ryan Willison                  | 26 de febrero de 2019     | 112             | 3.33                 |
| 16 | «Wendi's House»     | Rebecca Asher   | Tom Hertz                      | 19 de marzo de 2019       | 116             | 3.09                 |
| 17 | «Low Expectations»  | Bill Purple     | Jessica Ambrosetti             | 26 de marzo de 2019       | 120             | 3.01                 |
| 18 | «Peggy Drives Away» | Jay Karas       | Paul O'Toole & Andy St. Clair  | 9 de abril de 2019        | 117             | —                    |
| 19 | «Mass For Shut-ins» | —               | —                              | 16 de abril de 2019       | 118             | —                    |

## Producción

### Desarrollo
El creador de la serie Tim Doyle creció en una familia católica irlandesa en Glendale, California, cerca de Los Ángeles, en la década de 1970; esto hace que el programa sea semiautobiográfico. La serie está producida por ABC Studios.
ABC ordenó oficialmente hacer un piloto el 19 de enero de 2018. En febrero de 2018, Randall Einhorn firmó para dirigir y producir el piloto. El 11 de mayo de 2018, ABC ordenó la serie y anunció que la serie se titulaba The Kids Are Alright. El 7 de noviembre de 2018, la serie fue recogida para una temporada completa de 22 episodios. El 14 de diciembre de 2018, ABC ordenó un episodio adicional de la primera temporada, con lo que el pedido asciende a 23 episodios.

### Casting
El 13 de febrero de 2018, Michael Cudlitz fue elegido como Mike Dwyer. Unos días después, Mary McCormack fue elegida como Peggy Dwyer. A finales de mes, Sam Straley se había unido al elenco como Lawrence, Junto con Caleb Foote como Eddie, Christopher Paul Richards como Joey, y Jack Gore como Timmy. A principios de marzo de 2018, Sawyer Barth fue elegido como Frank. Ese mes, también se reveló que Andy Walken y Santino Barnard también se habían unido a la serie. Con el pedido de la serie en mayo, el apellido se cambió de los Dwyer a los Clearys.

### Música
Siddhartha Khosla es el compositor principal de la serie.